# شادي الويسي
شادي محمد الويسي (مواليد 1985 في حلب) قاضٍ وسياسي سوري شغل منصب وزير العدل في حكومة محمد البشير منذ 10 كانون الأول 2024 وذلك بعد سقوط نظام الأسد إلى 29 آذار 2025.
قبل ذلك شغل منصب وزير العدل في حكومة الإنقاذ السورية خلال فترة ولايتها السادسة من من عام 2022 إلى 10 كانون الأول 2024.

## لمحة
حاصل على شهادة في الشريعة الإسلامية ودبلوم في التأهيل التعليمي. كما أنه يعمل على أطروحة الماجستير في الدراسات الإسلامية والقضائية. قبل مسيرته القضائية والسياسية عمل مدرسا للتعليم الإسلامي وعمل إماما وداعية في حلب لمدة سبع سنوات.
دعت منظمات حقوقية [أي منها؟] [صف بدقة] السلطات السورية إلى التحقيق في ظهور وزير العدل شادي الويسي أثناء تنفيذ إعدامين ميدانيين لامرأتين في مقطعي فيديو يعودان لعام 2015. في الفيديو الأول، يظهر مسلحون يطلبون من امرأة محجبة الركوع في الشارع قبل إطلاق النار على رأسها. أما الفيديو الثاني، فيُظهر إعدام امرأة أخرى بعد تلاوة حكم الإعدام عليها بتهمة "الدعارة". ظهر الويسي في المقطع الأول وهو يصوّر الواقعة بهاتفه، وفي الثاني وهو يتلو حكم الإعدام، ما أثار جدلاً واسعًا ومطالبات بإقالته. وقد أكد المرصد السوري لحقوق الإنسان صحة ظهور الويسي في المقطعين.